# Nakayubi-one
Nakayubi-one är en bergstopp i Antarktis. Den ligger i Östantarktis. Norge gör anspråk på området. Toppen på Nakayubi-one är 1 382 meter över havet.
Terrängen runt Nakayubi-one är varierad. Trakten är obefolkad. Det finns inga samhällen i närheten. 